# Selena (pevka)
Selena Quintanilla-Pérez, bolje poznana kot Selena, mehiško-ameriška pevka, tekstopiska, filmska in televizijska igralka, glasbena producentka, plesalka, fotomodel in modna oblikovalka, * 16. april 1971, Lake Jackson, Teksas, Združene države Amerike, † 31. marec 1995, Corpus Christi, Teksas, Združene države Amerike.
Seleno je revija Billboard zaradi njenih štirinajstih singlov, ki so se uvrstili med prvih deset pesmi na njihovi lestvici Top Latin Songs Chart, vključno s sedmimi pesmimi, ki so na lestvici zasedle prvo mesto, označila za »najboljšo latinsko ustvarjalko devetdesetih« in »najbolje prodajano latino-ameriško ustvarjalko desetletja«. Pevkina najuspešnejša singla med letoma 1994 in 1995 sta bili pesmi »Amor Prohibido« in »No Me Queda Más.« Označili so jo za mehiško pevko, enakovredno Madonni ter »kraljico tejanske glasbe«. Svoj prvi glasbeni album, Selena y Los Dinos, je izdala pri dvanajstih letih s svojo istoimensko glasbeno skupino. Na podelitvi nagrad Tejano Music Awards je leta 1987 prejela nagrado v kategoriji za »žensko vokalistko leta« in čez nekaj let podpisala pogodbo z založbo EMI. Njena slava se je povečala v zgodnjih devetdesetih, posebej v špansko govorečih državah.
Pri triindvajsetih letih je Seleno umorila Yolanda Saldívar, predsednica njenega kluba oboževalcev. 12. aprila 1995, dva tedna po njeni smrti, je George W. Bush, takratni guverner Teksasa, njen rojstni dan v Teksasu razglasil za »Selenin dan«. Film Selena iz leta 1997, ki ga je produciralo podjetje Warner Bros. in v katerem je glavno vlogo zaigrala Jennifer Lopez, temelji na njenem življenju. Tudi muzikal Selena Forever, v katerem je pevko zaigrala Veronica Vazquez, predstavlja Selenino življenje. V juniju 2006 so Seleni v čast postavili muzej in njen bronast kip naravne velikosti (Mirador de la Flor v Corpus Christiju, Teksas), ki ga na teden obišče na stotine oboževalcev. Po svetu je pevka prodala več kot 21 milijonov kopij albumov.

## Zgodnje življenje
Selena Quintanilla se je rodila v mestni bolnišnici v Lake Jacksonu, Teksas, Združene države Amerike, kot najmlajši otrok mehiškega očeta Abrahama Quintanille ml. in pol-indijanske matere, Marcelle Ofelie Samore, vzgojena pa je bila kot Jehovova priča. Ko se je Selena rodila, njeni starši niso imeli imena za deklico, saj so staršem povedali, da bodo imeli fantka in zato je družina Quintanilla izbrala ime »Marc Antony«. V času rojstva je neka mama, ki je pomagala pri rojevanju Selene, družino Quintanilla seznanila z imenom »Selena«. Družina Quintanilla je imela svojo restavracijo, imenovano Papa Gayo's (slovensko Papagaji), ki pa je, ko je imela Selena deset let, propadla.
Družina je kmalu po propadu restavracije bankrotirala, zaradi česar so jih pregnali iz njihovega doma. Z glasbeno opremo na starem avtobusu so se preselili v Corpus Christi, Teksas. Tam so nastopali vsepovsod, kjer so lahko: na ulicah, porokah, quinceañerah in sejmih. Njihovo prizadevanje za širjenje njihovih imen in talentov se je izplačal leta 1985, ko je štirinajstletna Selena izdala svoj prvi album v sodelovanju z lokalno založbo.
Seleni je v šoli šlo dobro, vendar so, ko je postala popularnejša kot glasbena izvajalka, zahtevna potovanja in natrpani urniki začeli motiti njeno šolanje. Njen oče jo je, ko je bila v osmem razredu, izpisal iz šole. S svojim izobraževanjem je nadaljevala na potovanjih; pri sedemnajstih letih si je prislužila diplomo iz srednje šole preko organizacije The American School of Correspondence v Chicagu, Illinois.

## Kariera

### Začetki
Selena je s petjem pričela pri treh letih; ko je dopolnila devet let, je njen oče ustanovil glasbeno skupino Selena y Los Dinos, kjer je glavne vokale pela ona. Glasbena skupina je sprva nastopala predvsem v restavraciji Selenine družine, Papa Gayo's. Selena je s svojo glasbeno kariero poklicno pričela pri štirinajstih letih, ko je v sodelovanju z lokalno založbo Corpus Christiju, Teksas leta 1985 izdala svoj prvi glasbeni album. Album v trgovinah ni izšel in njen oče je pokupil vse originalne kopije. Kasneje je ponovno izšel leta 1995 pod imenom Mis Primeras Grabaciones. Selena je svoj tretji glasbeni album, Alpha, izdala leta 1986.

### Uspeh
Na podelitvi nagrad Tejano Music Awards leta 1987 je Selena pri šestnajstih letih prejela nagrado za »najljubšo žensko vokalistko«. Nagrado je v naslednjih sedmih letih osvojila vsakič. Leta 1988 je Selena izdala dva glasbena albuma, Preciosa in Dulce Amor. Leta 1989 je José Behar, bivši vodja založbe Sony Music Latin, s Seleno podpisal pogodbo za založbo Capitol/EMI. Kasneje je dejal, da je s Seleno pogodbo podpisal zato, ker je menil, da je odkril naslednjo Glorio Estefan. Selena je istega leta podpisala pogodbo s podjetjem Coca-Cola in tako postala ena izmed njihovih govornic v Teksasu. Leta 1988 je Selena spoznala glasbenika Chrisa Péreza, ki je imel tudi sam svojo glasbeno skupino. Dve leti kasneje ga je družina Quintanilla najela za to, da je igral v njihovi glasbeni skupini, in par se je hitro zaljubil. Na začetku njen oče ni odobraval njunega razmerja in zato je Chrisa Péreza odpustil. Nazadnje je sprejel njuno razmerje Selena in Chris Pérez sta se poročila 2. aprila 1992 v Nueces Countyju, Teksas.
Leta 1990 je Selena izdala svoj novi album, Ven Conmigo, za katerega je pesmi v glavnem pisal njen brat, Abraham Quintanilla III. To je bil prvi tejanski album, ki ga je posnela ženska ustvarjalka in je prejel zlati status. Ob približno istem času se je medicinska sestra in pevkina oboževalka po imenu Yolanda Saldívar s Seleninim očetom pogovorila o njeni zamisli kluba oboževalcev. Njena želja je bila, da bi lahko postala odobrena članica in predsednica kluba; kasneje je postala menedžerka Seleninih butikov z oblačili. Selena je svoj naslednji glasbeni album, Entre a Mi Mundo, izdala leta 1992. Selena je zaslovela s pesmimi iz tega albuma, kot je na primer »Como La Flor«. Njen naslednji album, Selena Live!, je leta 1994 prejel nagrado za »najboljši mehiško-ameriški album leta« na 36. podelitvi nagrad Grammy.
Selena je svoj naslednji glasbeni album, imenovan Amor Prohibido, izdala leta 1994. Album je bil nominiran za nagrado Grammy v kategoriji za »najboljši mehiško-ameriški album leta«. Pevka je pričela z oblikovanjem in pridelovanjem linije oblačil leta 1994 in odprla dva butika z imenom Selena Etc., enega v Corpus Christiju in drugega v San Antoniu, Teksas. Oba sta bila opremljena kot lepotni salon Revija Hispanic Business je poročala, da je pevka s temi butiki zaslužila več kot pet milijonov $ Selena se je poleg Erika Estrade pojavila v mehiški telenoveli z naslovom Dos Mujeres, Un Camino.
Selena in člani njene glasbene skupine so nadaljevali s prejemanjem priznanj: Billboardova organizacija, ki podeljuje nagrade Premio Lo Nuestro Awards, jo je nagradil s šestimi prestižnimi nagradami, med drugim tudi z nagrado v kategoriji za »najboljšo latino ustvarjalko« ter z nagrado v kategoriji za »pesem leta« za pesem »Como La Flor«. Podjetje Coca-Cola je pet let za tem, ko je Selena z njimi sklenila pogodbo, za svojo pijačo izdalo spominsko steklenico njej v čast. Med tem je njen duet z glasbeno skupino Barrio Boyzz, »Donde Quiera Que Estés«, zasedel prvo mesto na glasbeni lestvici Billboard Latin Charts. Zaradi tega so Seleno povabili na turnejo po New Yorkju, Argentini, Kolumbiji, Dominikanski Republiki, Puerto Ricu in centralni Ameriki. Zapela je tudi v duetu s salvadorskim pevcem Álvaro Torres, in sicer za pesem »Buenos Amigos.«
Jeseni leta 1994 je album Amor Prohibido dosegel velik komercialni uspeh v Mehiki, kjer so na državni lestvici latino uspešnic prvo mesto zasedli trije singli iz albuma, s čimer je album postal uspešnejši od albuma Mi Tierra Glorie Estefan. Album je prodal 40.000 kopij pozno tistega leta v Združenih državah Amerike in 50.000 kopij v Mehiki, zaradi česar je prejel zlati status. Takrat je Selena začela razmišljati, da bi posnela album s pesmimi v angleškem jeziku, vendar je med pripravami za nov album nadaljevala s svojo turnejo za promocijo albuma Amor Prohibido. Načrti za nov album so se pričeli že leta 1993, vendar ga niso pričeli snemati vse do marca 1995.
Leta 1995 se je Selena pojavila v cameo pojavu v romantični komediji Don Juan DeMarco, v kateri so med drugim igrali tudi igralci, kot so Marlon Brando, Johnny Depp in Faye Dunaway; v prvi sceni je zaigrala spremljevalno pevko. Februarja 1995 je Selena izvedla nekaj svojih pesmi na koncertu v Houston Livestock Show and Rodeo v Houstonu, ki ga je obiskalo več kot 65.000 ljudi. Na koncertu so med drugim nastopali tudi country zvezdniki, kot so George Strait, Vince Gill in Reba McEntire. Marca je bila glavna atrakcija na festivalu Calle Ocho Festival v Miamiju, ki ga je obiskalo več kot 100.000 oboževalcev. Načrtovali so tudi, da bo zaigrala eno izmed glavnih vlog v telenoveli, ki naj bi jo produciral Emilio Larrosa. Kljub natrpanemu urniku je Selena večkrat obiskala različne lokalne šole, da se je z učenci pogovorila o pomembnosti izobrazbe. Nekaj svojega časa je posvetila tudi državljanskim organizacijam, kakršna je D.A.R.E., in nameravala je organizirati koncert za zbiranje denarja za pomoč pacientom z AIDSom. Zaradi teh demonstracij sodelovanja s skupnostjo si je pridobila naklonjenost veliko oboževalcev. Selena je nameravala svoj album z angleškimi pesmimi izdati v poletju leta 1995.

## Smrt
Zgodaj leta 1995 je družina Quintanilla odkrila, da Yolanda Saldívar poneverja denar iz Seleninega kluba oboževalcev, zato so jo nemudoma odpustili. Tri tedne za tem se je Selena strinjala, da se bo z Yolando Saldívar srečala v hotelu Days Inn v Corpus Christiju, Teksas zjutraj 31. marca 1995, da bi pridobila dokumentacijo za davke. Pri hotelu je Selena zahtevala tudi manjkajoče finančne dokumente. Yolanda Saldívar je odložila predajo, saj je trdila, da so jo v Mehiki posilili. Pevka je Yolando Saldívar odpeljala do lokalne bolnišnice, kjer pa zdravniki niso našli nobenega dokaza o posilstvu. Yolanda Saldívar se je vrnila nazaj v hotel, kjer pa je Selena od nje ponovno zahtevala manjkajoče finančne dokumente.
Selena je Yolandi Saldívar povedala, da ji ne mora več zaupati. Ob 11:49 zjutraj je Yolanda Saldívar iz svoje torbice povlekla pištolo in jo usmerila v Seleno. Ko se je pevka obrnila in zapustila sobo, jo je nemudoma ustrelila v njeno desno ramo, kjer je krogla predrla arterijo. Hudo ranjena je Selena stekla do recepcije, da bi našla pomoč. Ko je eden izmed uslužbencev poklical policijo in bolnišnico, je padla na tla, med tem ko jo je Yolanda Saldívar še naprej lovila in jo zmerjala s »prasico«. Preden je padla na tla je Selena Yolando Saldívar označila za svojo napadalko in povedala številko sobe, kjer jo je ustrelila. Po prihodu bolničarjev in policije so Seleno odpeljali v lokalno bolnišnico. Ob 13:05 je dva tedna pred svojim štiriindvajsetim rojstnim dnevom umrla zaradi prevelike izgube krvi. Yolanda Saldívar se je kasneje zaprla v svoj rdeči tovornjak, kjer je s pištolo v levi roki grozila policistom. Po desetih urah se je mirno predala policiji. V tistem času se je pred hotelom že zbralo na stotine oboževalcev in veliko jih je jokalo, ko so policisti odpeljali Yolando Saldívar.

### Vpliv
Selenina smrt je zelo vplivala na javnost. Velika omrežja so prekinila televizijske serije in filme, ki so bili na sporedu, da so poročala o novici; Tom Brokaw je Seleno označil za »mehiško Madonno«. Njena smrt je prišla na naslovnico revije The New York Times, kjer je pevka kasneje omenjena še dva dneva po smrti. Njej v čast so postavili veliko spomenikov in vigilij in teksaška radijska postaja je neprestano vrtela njeno glasbo. Njenega pogreba se je udeležilo preko 60.000 žalujočih oboževalcev, veliko jih je v Združene države Amerike pripotovalo tudi iz drugih držav. Med slavnimi osebnostmi, ki so nemudoma telefonirale družini Quintanilla in izrazile sožalje so bili tudi Gloria Estefan, Celia Cruz, Julio Iglesias in Madonna. Revija People je objavila spominsko številko v čast Seleni in njeni glasbeni karieri, naslovljeno kot Selena 1971–1995, Her Life in Pictures (Selena 1971–1995, njeno življenje v slikah). Številka je prodala 145.000 kopij; dva tedna kasneje je revija ponovno izdala številko, posvečeno Seleni, ki je prodala več kot 600.000 kopij. Nekaj tednov kasneje je Howard Stern zasmehoval Selenin umor in pogreb, se norčeval iz njenih pogrebnikov in kritiziral njeno glasbo. Napisal je: »Ta glasba meni ne pomeni nič. Po mojem mnenju imajo Alvin in veverički več duše ... Španci imajo najslabši okus za glasbo. Sploh ne prepoznajo, kaj je globoko.« Komentarji Howarda Sterna so ogorčili in razjezili špansko skupnost okoli Teksasa. Po tem, ko so vložili nalog za njegovo prijetje zaradi neuravnanega ravnanja, se je Howard Stern v španščini na televiziji opravičil za svoje komentarje. Dva tedna po njeni smrti, 12. aprila 1995, je George W. Bush, takratni guverner Teksasa, 16. april, njen rojstni dan, v Teksasu proglasil za »Selenin dan.« Seleno so leta 1995 predstavili v »Latin Music Hall of Fame«.
Tistega poletja je Selenin album, Dreaming of You, ki je vključeval pesmi tako v španskem kot v angleškem jeziku, pristal na prvem mestu glasbene lestvice Billboard 200, s čimer je Selena postala prva pevka s španskimi pesmimi, ki ji je to uspelo. Ker se je album takoj ob izidu uvrstil na prvo mesto, je postal drugi najvišje prvič-uvrščeni album na tej lestvici, takoj po albumu HIStory Michaela Jacksona. Ob izidu je album prodal več kot 175.000 kopij, s čimer je postal najbolje prodajan album ženske pop ustvarjalke, v prvem letu od izida pa je prodal 2 milijona kopij izvodov. Album Dreaming of You je v prvem tednu od izida prodal 33.000 izvodov. Album je tudi zasedel petinsedemdeseto mesto na seznamu BMG-jevih glasbenih klubov, seznamu najbolje prodajanih glasbenih albumov v Združenih državah Amerike. Pesem »Dreaming of You,« je bila v glavnem zaigrana na radijih, ki predvajajo pesmi v angleškem jeziku, kasneje pa je dosegla enaindvajseto mesto na glasbeni lestvici Billboard Hot 100. Medtem se pesem »I Could Fall in Love« ni uvrstila na lestvico Billboard Hot 100, vendar je zasedla osmo mesto na lestvici Hot 100 Airplay ter se uvrstila med prvih deset pesmi na glasbeni lestvici Adult Contemporary Chart. Pesem »Dreaming of You« je prejela trikratno platinasto certifikacijo s strani organizacije Recording Industry Association of America. Oktobra 1995 je bila Yolanda Saldívar v Houstonu, Teksas, obsojena umora prve stopnje, zaradi česar so jo obsodili na trideset let zapora. Pištola, ki je ubila Seleno, je bila uničena in delci so bili odvrženi v jezero v Corpus Christiju.

## Zapuščina
Jennifer Lopez je igrala Seleno v filmu o njenem življenju. Biografski film, ki ga je režiral Gregory Nava, je v glavnem prejel pozitivne ocene s strani javnosti. Več kot 24.000 ljudi je odšlo na avdicijo za glavno vlogo v filmu. Selenini oboževalci so podpirali film in igranje Jennifer Lopez v tem filmu so ji pomagali razviti uspešno igralsko kariero. Čeprav je Jennifer Lopez kasneje razvila uspešno pop kariero in nekaj let kasneje je bil Selenin glas v vseh pesmih iz filma. Za vlogo je Jennifer Lopez prejela nominacijo za zlati globus v kategoriji za »najboljšo igralko v muzikalu«. Selena je poleg dveh drugih latino ustvarjalcev najbolje prodajana latino ustvarjalka leta 1999.
Stadion Reliant Stadium v Houstonu je 7. aprila 2005 gostil koncert Selena ¡VIVE!. Ob deseti obletnici njene smrti se je več kot 65.000 oboževalcev udeležilo koncerta, na katerem so nastopili tudi uspešni glasbeni ustvarjalci Gloria Estefan, Pepe Aguilar, Thalía, Paulina Rubio, Ana Bárbara, Alejandra Guzmán, Ana Gabriel in Fey. Glasbeniki so nastopili z izročitvijo Selenine glasbe, tako kot njen brat, A.B. Quintanilla, ki je nastopil z glasbeno skupino, ki je nastopila kot spremljevalna glasbena skupina za Seleno za pesem »Baila Esta Cumbia.« Kanal Univision je v živo prenašal koncert Selena ¡VIVE!, ki je postala najbolje ocenjena in najbolje gledana oddaja v španskem jeziku v zgodovini ameriške televizije. Oddaja, ki je trajala tri ure, je prejela oceno 35,9 s strani organizacije Nielsen. Center ameriških bank v Corpus Christiju v koncertnem avditoriju za 2.526 ljudi, imenovanem Selena Auditorium, njej v spomin.
Pevka in igralka, rojena v Teksasu, Selena Gomez, je bila poimenovana po njej in Gomezova je Seleno označila za enega izmed ustvarjalcev, ki so zelo vplivali nanjo.

## Diskografija

### Singli
| Leto | Naslov                               | Hot Latin Tracks | Latin Regional | Hot 100 | Hot 100 Airplay | Album                    |
| ---- | ------------------------------------ | ---------------- | -------------- | ------- | --------------- | ------------------------ |
| 1983 | »Se acabó aquel amor«                | -                | -              | -       | -               | Mis Primeras Grabaciones |
| 1983 | »Ya se va«                           | -                | -              | -       | -               | Mis Primeras Grabaciones |
| 1983 | »Tres Veces No«                      | -                | -              | -       | -               | Mis Primeras Grabaciones |
| 1983 | »Encontre El Amor«                   | -                | -              | -       | -               | The New Girl In Town     |
| 1983 | »Soy Feliz«                          | -                | -              | -       | -               | The New Girl In Town     |
| 1983 | »Se Me Hace«                         | -                | -              | -       | -               | The New Girl In Town     |
| 1983 | »Estoy Contigo«                      | -                | -              | -       | -               | The New Girl In Town     |
| 1984 | »Dejame Volar«                       | -                | -              | -       | -               | The New Girl In Town     |
| 1984 | »La Tracalera«                       | -                | -              | -       | -               | The New Girl In Town     |
| 1984 | »Escribeme«                          | -                | -              | -       | -               | The New Girl In Town     |
| 1984 | »Aunque No Salga El Sol«             | -                | -              | -       | -               | The New Girl In Town     |
| 1985 | »Oh Mama«                            | -                | -              | -       | -               | The New Girl In Town     |
| 1985 | »Un Primer Amor«                     | -                | -              | -       | -               | The New Girl In Town     |
| 1986 | »Dame un beso«                       | -                | -              | -       | -               | Alpha                    |
| 1986 | »Con esta copa«                      | -                | -              | -       | -               | Alpha                    |
| 1986 | »Dame tu amor«                       | -                | -              | -       | -               | Alpha                    |
| 1986 | »A Million to One«                   | -                | -              | -       | -               | Muñequito de Trapo       |
| 1986 | »Muñequito de Trapo«                 | -                | -              | -       | -               | Muñequito de Trapo       |
| 1986 | »Yo Te Dare«                         | -                | -              | -       | -               | And the Winner Is...     |
| 1986 | »Acuerdate De Mi«                    | -                | -              | -       | -               | And the Winner Is...     |
| 1987 | »Enamorada de Tí«                    | -                | -              | -       | -               | And the Winner Is...     |
| 1987 | »La Bamba«                           | -                | -              | -       | -               | And the Winner Is...     |
| 1987 | »Tu No Sabes«                        | -                | -              | -       | -               | And the Winner Is...     |
| 1988 | »Terco Corazon«                      | -                | -              | -       | -               | Preciosa                 |
| 1988 | »Quiero«                             | -                | -              | -       | -               | Preciosa                 |
| 1988 | »Yo Fui Aquella«                     | -                | -              | -       | -               | Preciosa                 |
| 1988 | »Como Quisiera«                      | -                | -              | -       | -               | Preciosa                 |
| 1988 | »Dulce Amor«                         | -                | -              | -       | -               | Dulce Amor               |
| 1988 | »Que«                                | -                | -              | -       | -               | Dulce Amor               |
| 1988 | »Always Mine«                        | -                | -              | -       | -               | Dulce Amor               |
| 1988 | »Carino, Carino Mio«                 | -                | -              | -       | -               | Dulce Amor               |
| 1989 | »Contigo Quiero Estar«               | 8                | -              | -       | -               | Selena                   |
| 1989 | »Mentiras«                           | -                | -              | -       | -               | Selena                   |
| 1989 | »Amame, Quiereme«                    | -                | -              | -       | -               | Selena                   |
| 1989 | »Sukiyaki«                           | -                | -              | -       | -               | Selena                   |
| 1989 | »Besitos«                            | -                | -              | -       | -               | Selena                   |
| 1990 | »Baila Esta Cumbia«                  | -                | -              | -       | -               | Ven Conmigo              |
| 1990 | »Ya Ves«                             | -                | -              | -       | -               | Ven Conmigo              |
| 1990 | »La Tracalera«                       | -                | -              | -       | -               | Ven Conmigo              |
| 1991 | »Buenos Amigos«                      | 1                | 1              | -       | -               | Entre A Mi Mundo         |
| 1992 | »La Carcacha«                        | -                | -              | -       | -               | Entre A Mi Mundo         |
| 1992 | »Como La Flor«                       | 6                | 5              | -       | -               | Entre A Mi Mundo         |
| 1993 | »¿Qué Creias?«                       | 14               | 16             | -       | -               | Entre A Mi Mundo         |
| 1993 | »Amame«                              | 27               | -              | -       | -               | Entre A Mi Mundo         |
| 1993 | »No Debes Jugar«                     | 3                | 3              | -       | -               | Selena Live!             |
| 1993 | »La Llamada«                         | 5                | 5              | -       | -               | Selena Live!             |
| 1993 | »Tu Robaste Mi Corazon«              | 5                | 8              | -       | -               | Selena Live!             |
| 1994 | »Dondequiera Que Estes«              | 1                | 1              | -       | -               | Amor Prohibido           |
| 1994 | »Amor Prohibido«                     | 1                | 1              | -       | -               | Amor Prohibido           |
| 1994 | »No Me Queda Mas«                    | 1                | 1              | -       | -               | Amor Prohibido           |
| 1994 | »Bidi Bidi Bom Bom«                  | 1                | 1              | -       | -               | Amor Prohibido           |
| 1995 | »Fotos y Recuerdos«                  | 1                | 1              | -       | -               | Amor Prohibido           |
| 1995 | »Si Una Vez«                         | 4                | 6              | -       | -               | Amor Prohibido           |
| 1995 | »El Chico Del Apartamento 512«       | 6                | 7              | -       | -               | Amor Prohibido           |
| 1995 | »I Could Fall In Love«               | 2                | -              | -       | 8               | Dreaming of You          |
| 1995 | »Tú Sólo Tú«                         | 1                | 1              | -       | -               | Dreaming of You          |
| 1995 | »Dreaming of You«                    | 11               | -              | 22      | 9               | Dreaming of You          |
| 1995 | »I'm Getting Used To You«            | -                | -              | 107     | 23              | Dreaming of You          |
| 1995 | »Captive Heart«                      | -                | -              | -       | -               | Dreaming of You          |
| 1995 | »God's Child«                        | -                | -              | -       | -               | Dreaming of You          |
| 1995 | »El Toro Relajo«                     | 24               | 14             | -       | -               | Dreaming of You          |
| 1995 | »Techno Cumbia«                      | 4                | 4              | -       | -               | Dreaming of You          |
| 1996 | »Siempre Hace Frio«                  | 2                | 2              | -       | -               | Siempre Selena           |
| 1996 | »No Quiero Saber«                    | 6                | 15             | -       | -               | Siempre Selena           |
| 1996 | »Costumbres«                         | 15               | 13             | -       | -               | Siempre Selena           |
| 1997 | »A Boy Like That«                    | -                | -              | -       | -               | Selena Soundtrack        |
| 1997 | »Last Dance/The Hustle/On The Radio« | 25               | -              | -       | -               | Selena Soundtrack        |
| 1998 | »Is It the Beat?«                    | -                | -              | -       | -               | Selena Soundtrack        |
| 1998 | »Where Did the Feeling Go?«          | -                | -              | -       | -               | Selena Soundtrack        |
| 2002 | »Con Tanto Amor Medley«              | -                | -              | -       | -               | Ones                     |
| 2004 | »Puede Ser«                          | -                | 40             | -       | -               | Momentos Intimos         |
| 2005 | »Baila Esta Kumbia«                  | -                | -              | -       | -               | Duetos                   |

## Filmografija
| Filmi        | Filmi                                               | Filmi                 | Filmi        |
| Leto         | Naslov                                              | Vloga                 | Opombe       |
| ------------ | --------------------------------------------------- | --------------------- | ------------ |
| 1995         | Don Juan DeMarco                                    | Pevka                 | Manjša vloga |
| Televizija   |                                                     |                       |              |
| Leto         | Naslov                                              | Vloga                 | Opombe       |
| 1985–1995    | Johnny Canales Show                                 | Ona                   | TV pojav     |
| 1987–1995    | Tejano Music Awards                                 | Ona                   | TV pojav     |
| 1993         | Dos mujeres, un camino                              | Ona                   |              |
| 1997         | Ustvarjanje filma Selena                            |                       |              |
| 1998         | Por Siempre Selena                                  |                       |              |
| 1998         | E! True Hollywood Story: The Murder Trial of Selena |                       |              |
| 1999         | VH1 All Access: Selena                              |                       |              |
| 2000         | Para Siempre Selena                                 |                       |              |
| 2001 – danes | Por Siempre... Selena                               |                       |              |
| 2005         | Selena !VIVE!                                       | Ona                   | Njej v čast  |
| 2008         | Biography                                           | TV serija (2 epizodi) |              |
| 2009         | Top Trece                                           | TV serija (1 epizoda) |              |
| 2009         | Historia de una Leyenda                             | TV serija (1 epizoda) |              |
| 2010         | Famous Crime Scene: Selena                          | TV serija (1 epizoda) | Vključena    |

## Turneje
- 1990 - 1992: Ven Conmigo Live Tour
- 1992 - 1993: Entre A Mi Mundo Tour
- 1993 - 1994: Selena Live! Tour
- 1994 - 1995: Amor Prohibido Tour
- 1995: Crossover Tour

## Nagrade in nominacije
| Nagrada                  | Leto | Delo                   | Kategorija                                  | Rezultat   |
| ------------------------ | ---- | ---------------------- | ------------------------------------------- | ---------- |
| ACE Awards               | 1993 | Selena                 | Ženska vokalistka leta                      | Prejela    |
| Grammy                   | 1994 | Selena Live!           | Najboljši mehiško-ameriški album            | Prejela    |
| Grammy                   | 1995 | »Amor Prohibido«       | Najboljši mehiško-ameriški nastop           | Nominirana |
| KFLZ Awards              | 1986 | Selena                 | Ženska vokalistka leta                      | Prejela    |
| KFLZ Awards              | 1987 | Selena                 | Ženska vokalistka leta                      | Prejela    |
| KFLZ Awards              | 1987 | Selena                 | Izbira Kunovih ljudi                        | Prejela    |
| Premio Lo Nuestro Awards | 1993 | Entre a Mi Mundo       | Album leta                                  | Prejela    |
| Premio Lo Nuestro Awards | 1993 | »Como La Flor«         | Pesem leta                                  | Prejela    |
| Premio Lo Nuestro Awards | 1993 | Selena                 | Regionalna/mehiška ženska ustvarjalka leta  | Prejela    |
| Premio Lo Nuestro Awards | 1994 | Selena                 | Regionalna/mehiška ženska ustvarjalka leta  | Prejela    |
| Premio Lo Nuestro Awards | 1995 | Selena                 | Ženska pop ustvarjalka leta                 | Prejela    |
| Premio Lo Nuestro Awards | 1995 | Selena                 | Regionalna/mehiška ženska ustvarjalka leta  | Prejela    |
| Premio Lo Nuestro Awards | 1995 | Amor Prohibido         | Regionalni/mehiški album leta               | Prejela    |
| Premio Lo Nuestro Awards | 1995 | Amor Prohibido         | Pop balada leta                             | Prejela    |
| Tejano Music Awards      | 1985 | Selena                 | Ženska ustvarjalka leta                     | Nominirana |
| Tejano Music Awards      | 1985 | Selena                 | Ženska vokalistka leta                      | Nominirana |
| Tejano Music Awards      | 1985 | Selena                 | Najbolj obljubljajoča glasbena skupina      | Nominirana |
| Tejano Music Awards      | 1986 | Selena                 | Ženska vokalistka leta                      | Prejela    |
| Tejano Music Awards      | 1987 | Alpha                  | Album leta                                  | Nominirana |
| Tejano Music Awards      | 1987 | »Dame Un Beso«         | Pesem leta                                  | Nominirana |
| Tejano Music Awards      | 1987 | »Dame Un Beso«         | Singl leta                                  | Nominirana |
| Tejano Music Awards      | 1987 | Selena                 | Ženska vokalistka leta                      | Prejela    |
| Tejano Music Awards      | 1987 | »Dame Un Beso«         | Ženska ustvarjalka leta                     | Nominirana |
| Tejano Music Awards      | 1987 | »Dame Un Beso«         | Najbolj obljubljajoča glasbena skupina leta | Nominirana |
| Tejano Music Awards      | 1988 | »Terco Corazón«        | Singl leta                                  | Nominirana |
| Tejano Music Awards      | 1988 | And the Winner Is...   | Album leta                                  | Nominirana |
| Tejano Music Awards      | 1988 | Selena                 | Ženska ustvarjalka leta                     | Prejela    |
| Tejano Music Awards      | 1989 | Selena                 | Ženska ustvarjalka leta                     | Prejela    |
| Tejano Music Awards      | 1989 | Selena                 | Ženska vokalistka leta                      | Prejela    |
| Tejano Music Awards      | 1990 | Selena                 | Ženska ustvarjalka leta                     | Prejela    |
| Tejano Music Awards      | 1990 | Selena                 | Ženska vokalistka leta                      | Prejela    |
| Tejano Music Awards      | 1991 | Selena                 | Ženska ustvarjalka leta                     | Prejela    |
| Tejano Music Awards      | 1991 | Selena                 | Ženska vokalistka leta                      | Prejela    |
| Tejano Music Awards      | 1992 | Selena                 | Ženska ustvarjalka leta                     | Prejela    |
| Tejano Music Awards      | 1992 | Selena                 | Ženska vokalistka leta                      | Prejela    |
| Tejano Music Awards      | 1993 | Selena                 | Ženska ustvarjalka leta                     | Prejela    |
| Tejano Music Awards      | 1993 | Selena                 | Ženska vokalistka leta                      | Prejela    |
| Tejano Music Awards      | 1993 | Entre a Mi Mundo       | Album leta - Orkester                       | Prejela    |
| Tejano Music Awards      | 1994 | Selena                 | Ženska ustvarjalka leta                     | Prejela    |
| Tejano Music Awards      | 1994 | Selena                 | Ženska vokalistka leta                      | Prejela    |
| Tejano Music Awards      | 1994 | Selena Live!           | Album leta - Orkester                       | Prejela    |
| Tejano Music Awards      | 1995 | Selena                 | Ženska ustvarjalka leta                     | Prejela    |
| Tejano Music Awards      | 1995 | Selena                 | Ženska vokalistka leta                      | Prejela    |
| Tejano Music Awards      | 1995 | Amor Prohibido         | Album leta - Orkester                       | Prejela    |
| Tejano Music Awards      | 1995 | Amor Prohibido         | Posnetek leta                               | Prejela    |
| Tejano Music Awards      | 1995 | »Bidi Bidi Bom Bom«    | Pesem leta                                  | Prejela    |
| Tejano Music Awards      | 1995 | »Techno Cumbia«        | Tejanska mednarodna pesem leta              | Prejela    |
| Tejano Music Awards      | 1996 | Selena                 | Ženska ustvarjalka leta                     | Prejela    |
| Tejano Music Awards      | 1996 | Selena                 | Ženska vokalistka leta                      | Prejela    |
| Tejano Music Awards      | 1996 | Dreaming of You        | Album leta - Mednarodni                     | Prejela    |
| Tejano Music Awards      | 1996 | »Tú, Solo Tú«          | Pesem leta                                  | Prejela    |
| Tejano Music Awards      | 1996 | Selena y Los Dinos     | Uspešna glasbena skupina leta               | Prejela    |
| Tejano Music Awards      | 1996 | »I Could Fall In Love« | Tejanska uspešnica leta                     | Prejela    |
| Tejano Music Awards      | 1996 | »Amor Prohibido«       | Singl leta                                  | Prejela    |
| Tejano Music Awards      | 1997 | Selena                 | Ženska vokalistka leta                      | Prejela    |
| Tejano Music Awards      | 1997 | »Siempre Hace Frio«    | Pesem leta                                  | Prejela    |
| Tejano Music Awards      | 1997 | »No Quiero Saber«      | Tejanska uspešnica leta                     | Prejela    |
| Tejano Music Awards      | 2001 | Selena                 | Življenjski dosežki                         | Prejela    |
| Tejano Music Awards      | 2010 | Selena                 | Najboljša pevka osemdesetih                 | Prejela    |
| Tejano Music Awards      | 2010 | Selena                 | Najboljša pevka devetdesetih                | Prejela    |
| Tejano Music Awards      | 2010 | »Bidi Bidi Bom Bom«    | Najboljša tejano pevka devetdesetih         | Prejela    |